# Baire (1906)
Baire – kanonierka kubańska z początku XX wieku, pierwszy okręt  Marynarki Wojennej Kuby. Pojedyncza jednostka zbudowana w 1906 roku w niemieckim Gdańsku. Służyła podczas obu wojen światowych, wycofana ze służby w 1948 roku.
Wyporność okrętu wynosiła 500 ton, napędzała go maszyna parowa, pozwalająca na osiąganie prędkości 14 węzłów. Uzbrojenie stanowiły początkowo dwa działa kalibru 57 mm, a następnie 76 mm, oraz lżejsza artyleria.

## Historia
Kanonierka „Baire”, zbudowana w Niemczech, stała się pierwszym okrętem utworzonej w 1909 roku Marynarki Wojennej Kuby, a wcześniej jej służby ochrony wybrzeża. Zbudowana została w 1906 roku w Gdańsku (wówczas Danzig), w stoczni Klawittera

## Opis konstrukcji

### Architektura i kadłub
Okręt miał gładkopokładowy kadłub z taranową dziobnicą i silnie nawisającą krążowniczą rufą. Miał jeden lekko pochylony wysoki komin i dwa maszty. Niewysokie nadbudówki zgrupowane były na śródokręciu, a nadbudówka dziobowa z mostkiem była umieszczona za masztem dziobowym.
Wyporność normalna wynosiła 500 lub 510 ton. Długość wynosiła 59,74 m. Szerokość wynosiła 7 m. Zanurzenie było podawane od 2,1 do 3,1 m. Załoga liczyła 76 osób.

### Uzbrojenie
Uzbrojenie pierwotnie stanowiły dwie pojedyncze armaty kalibru 57 mm (6-funtowe) Hotchkiss Mk I L/40 i dwie armaty kalibru 47 mm (3-funtowe) Hotchkiss Mk I L/40.
W 1917 roku armaty wymieniono w USA na cztery amerykańskie kalibru 76 mm (3 cale) L/50 Mk III/V/VI i dwie kalibru 37 mm L/40 Mk II/III. Wyposażono też okręt w dwa karabiny maszynowe kalibru 7,6 mm.

### Napęd
Okręt napędzała jedna maszyna parowa potrójnego rozprężania, napędzająca jeden wał śruby. Rozwijała moc indykowaną 1200 hp. Zasilana był w parę przez kotły Babcock. Siłownia pozwalała na osiąganie prędkości 14 węzłów. Zapas węgla wynosił 120 ton. Prędkość okrętu według części publikacji dotyczących okresu II wojny światowej zmalała później do 10 węzłów.

## Służba
Okręt był pierwszą jednostką marynarki wojennej Kuby i służył także jako jacht prezydencki. W 1917 roku, po przystąpieniu Kuby do I wojny światowej po stronie państw Ententy, „Baire” przeszła remont w USA połączony ze wzmocnieniem uzbrojenia.
W trakcie II wojny światowej, Kuba również w grudniu 1941 roku wypowiedziała wojnę państwom Osi. Kanonierka znajdowała się już w złym stanie technicznym i została rozbrojona, służąc jako stacjonarny okręt strażniczy. Została wycofana ze służby w 1948 roku.